# Jerzy Sebastian Lubomirski
Jerzy Sebastian Lubomirski armoiries Szreniawa bez Krzyża, né le 20 janvier 1616, mort le 31 janvier 1667 à Wroclaw, est un aristocrate polonais, homme politique et militaire de premier plan.

## Biographie
Jerzy Lubomirski est le fils du voïvode et staroste Stanisław Lubomirski et de la princesse Zofia Ostrogska. Il épouse en 1641 Konstancja Ligęza, puis, en secondes noces, Barbara Tarło (1654).
Il devient staroste de Cracovie en 1647, maréchal de la Cour de la Couronne la même année, puis en 1650 grand maréchal de la couronne et en 1658, hetman de la Couronne, staroste de Nowy Sącz et de Zips.
Il est maréchal de la diète lors de la session ordinaire tenue du 1er février au 29 mars 1643 à Varsovie.
Jerzy Lubomirski acquiert sa renommée militaire comme commandant lors de la première guerre du Nord. Il écrase Georges II Rakoczi et marche sur la Transylvanie. Il force aussi, avec Stanisław Potocki, les troupes russes à capituler lors de la bataille de Cudnów (1660).
Il est un ardent défenseur de la Liberté dorée et devient le chef de l'opposition au roi Jan II Kazimierz Vasa, qui essaie d'accroître son pouvoir. Ce dernier l'accuse de trahir l'État, et, après un jugement rendu par la diète, tous ses titres lui sont retirés et donnés pour la plupart à Jan Sobieski (futur roi de Pologne). Il est banni en 1664.
Il lance un mouvement de rébellion en 1665, connu sous le nom de révolte de Lubomirski (en). Usant de son influence, il fait rompre deux sessions de la diète, en 1665 par les députés Piotr Telefus et Władysław Łoś, en 1666 par Kasper Miaskowski et Teodor Łukomski. À la tête d'unités régulières de l'armée et de quelques troupes nobles, il défait l'armée royale à Częstochowa (4 septembre 1665), puis le futur roi Jan Sobieski à bataille de Mątwy (en) (19 juillet 1666).
Privée de l'appui financier de la France, la Cour de Pologne doit accepter l'accord de Łęgonice (en) (31 juillet 1666), par lequel elle accorde l'amnistie à Jerzy Lubomirski et annule le jugement de la diète. Le roi se voit forcé de renoncer à son projet d'élection de son successeur lors de son vivant. Cependant, Lubomirski, peu confiant dans les promesses de la cour, se retire en Silésie, à Wroclaw, où il est emporté peu après par une attaque (31 janvier 1667).

## Mariages et descendance
De Konstancja Ligęza (? - 1648) il eut:
- Stanisław Herakliusz, maréchal de la cour, puis grand maréchal.
- Aleksander Michał (mort en 1675), écuyer de la Couronne, staroste.
- Hieronim Augustyn (1647-1706), maréchal de la cour, trésorier et grand hetman de la Couronne.
- Krystyna (morte 1699) épouse de Feliks Kazimierz Potocki.

De Barbara Tarło (vers 1636–1689) il eut :
- Franciszek Sebastian (en) (? - 1699), staroste et rotmistrz.
- Jerzy Dominik (1665-1727), podstoli, podkomorzy et voïvode.
- Anna Krystyna (? - 1701), épouse de Dominique Nicolas Radziwiłł et Franciszek Stefan Sapieha.

## Sources
- (en) Cet article est partiellement ou en totalité issu de l’article de Wikipédia en anglais intitulé « Jerzy Sebastian Lubomirski » (voir la liste des auteurs).
- Anne-Marie Gasztowtt, Une mission diplomatique en Pologne au XVIIe siècle. Pierre de Bonzi à Varsovie (1665-1668), Librairie ancienne Édouard Champion, Paris, 1916.